# Юлія Клекнер
Юлія Клекнер (нім. Julia Klöckner; 16 грудня 1972, Бад-Кройцнах, Рейнланд-Пфальц, Німеччина) — німецька політична діячка та журналістка, членкиня партії Християнсько-демократичний союз Німеччини (ХДС). 

## Біографія
Юлія Клекнер зростала в сім'ї винороба в Гульденталі наймолодшою дитиною. Після закінчення школи вивчала політологію, католицьку теологію і педагогіку в Університеті Майнца імені Йоганна Гутенберга. ЇЇ основними напрямками навчання були міжнародна політика, сільськогосподарська політика, соціальна етика, економічна етика та біоетика. Магістерську роботу Клекнер захистила на тему «Структура та розвиток європейської ринкової винної політики». У 1998 році Клекнер закінчила навчання, отримавши диплом магістра з теології, політології та педагогіки; крім того, склала перший державний іспит на вчительку гімназії з соціальних наук та католицької теології. 
У 1994 році була обрана винною королевою, а в 1995 році отримала титул німецької винної королеви. До 1998 року Клекнер працювала вчителькою релігієзнавства в початковій школі у Вісбадені, маючи на те спеціальний дозвіл.
З 1998 року, завершивши навчання, Клекнер стажувалася у телекомпанії «SWR» у Майнці та до 2002 року працювала фрилансеркою у відділі культури. З 2000 по 2002 роки вона була редакторкою журналу «Weinwelt», а з 2001 по 2009 роки — головною редакторкою журналу «Сомельє».
З 2002 по 2011 роки депутатка німецького Бундестагу. З 2009 по 2011 — парламентська державна секретарка у Федеральному міністерстві продовольства, сільського господарства і захисту прав споживачів Німеччини. З 2010 року — голова ХДС у федеральній землі Рейнланд-Пфальц. З 2011 — голова фракції ХДС в Ландтазі землі Рейнланд-Пфальц. З 2010 року також входить до президії ХДС, а в 2012 році була обрана заступницею федерального голови ХДС.
З 14 березня 2018 — по 8 грудня 2021 року — міністерка продовольства і сільського господарства Німеччини.
25 березня 2025 року Юлія Клекнер обрана президенткою бундестагу 382 голосами «за» при 204 голосах «проти» і 31 «утримались».

## Особисте життя
Юлія Клекнер захищає своє приватне життя від громадськості. З 2000 вона була у багаторічних стосунках з медіа-менеджером Гельмутом Ортнером. У квітні 2019 року одружилася з Ральфом Ґрізером.